# Pseudothyracella candelaber
Pseudothyracella candelaber är en mossdjursart som beskrevs av Jean-Loup d'Hondt och Gordon 1999. Pseudothyracella candelaber ingår i släktet Pseudothyracella och familjen Bryopastoridae. Inga underarter finns listade i Catalogue of Life.